# Strahlungshaushalt der Erde
Der Strahlungshaushalt der Erde ist der wichtigste Bestandteil des Energiehaushalts der Erde. Über den Teilbereich der Strahlungsbilanz werden die verschiedenen Haushaltsgrößen in einer Gleichung rechnerisch bilanziert, während sie der Strahlungshaushalt darüber hinaus auch beschreibt und in ihren Wechselbeziehungen darstellt.

## Strahlungsbilanz

Beispiel einer Modellrechnung von 2009 zur mittleren jährlichen Strahlungsbilanz der Erde für den Zeitraum von März 2000 bis Mai 2004. Die Berechnungen wurden erstellt teils aufgrund von Satellitendaten (CERES) und teils aufgrund von Annahmen (Hypothesen). Die Breite der breiten Pfeile deutet die Proportionen des Energieflusses an. Eine spätere Modellrechnung von 2013 ergab einen Energieüberschuss von 0,6 W/m², mit einem Unsicherheitsbereich von 0,2 bis 1,0 W/m².

Die einfallende Sonnenstrahlung ist (überwiegend) kurzwellig, deshalb wird diese Formel auch als kurzwellige Strahlungsbilanz ({\displaystyle Q_{\mathrm {k} }}) bezeichnet:
{\displaystyle Q_{\mathrm {k} }=G-R=D+H-R=(1-a)G}
mit
- {\displaystyle G} = Globalstrahlung
- {\displaystyle D} = direkte Strahlung
- {\displaystyle H} = diffuse Strahlung (Himmelsstrahlung)
- {\displaystyle R} = reflektierte Strahlung (Einfluss Ozonschicht etc.)
- {\displaystyle a} = Albedo

Die Erdoberfläche emittiert Wärmestrahlung (infrarot). Da diese Strahlung langwellig ist, wird diese Formel auch als langwellige Strahlungsbilanz ({\displaystyle Q_{\mathrm {l} }}) bezeichnet:
{\displaystyle Q_{\mathrm {l} }=A_{\mathrm {E} }=A_{\mathrm {O} }-A_{\mathrm {G} }}
mit
- {\displaystyle A_{\mathrm {E} }} = effektive Ausstrahlung
- {\displaystyle A_{\mathrm {O} }} = Ausstrahlung der Erdoberfläche (terrestrische Strahlung)
- {\displaystyle A_{\mathrm {G} }} = Gegenstrahlung (Einfluss von Atmosphärengasen, Aerosolen und Wolken)

Aus den beiden Formeln für die Strahlungsaufnahme und die Strahlungsabgabe, also für Gewinn und Verlust, lässt sich nun ermitteln, wie viel insgesamt zur Verfügung steht (gesamte Strahlungsbilanz ({\displaystyle Q}), Nettostrahlung):
{\displaystyle Q=Q_{\mathrm {k} }-Q_{\mathrm {l} }=G-R-A_{\mathrm {E} }}
| Einfallende kurzwellige Sonnenstrahlung | +342 Watt pro m2 |
| Reflektierte Sonnenstrahlung            | −107 Watt pro m2 |
| Emittierte langwellige Strahlung        | −235 Watt pro m2 |
| Saldo (effektiver Energie-„Input“)      | = ±0 Watt pro m2 |

## Wert der globalen Strahlungsbilanz
Die effektive Energiebilanz ist nahezu Null, weil sie sich langfristig auf einem Wert einpendeln muss, soweit die astrophysikalischen Rahmenbedingungen stabil sind (Erster Hauptsatz der Thermodynamik über abgeschlossene Systeme), und daher ein – in geologischem Maßstab – weitgehend stabiles Klima zur Folge hat (globale Durchschnittstemperatur). Dass sie nicht genau Null ist, ist von wesentlicher Bedeutung für den Klimawandel im Allgemeinen und speziell für die globale Erwärmung der Jetztzeit.
Die mittlere Flächenleistungsdichte der gesamten oberhalb der Atmosphäre auf die Erde einfallenden Sonnenstrahlung beträgt ca. 341,3 W/m². Dieser Wert errechnet sich aus der Solarkonstante, die im zeitlichen Mittel ca. 1367 W/m² beträgt, und berücksichtigt zusätzlich, dass die Oberfläche der Erde wegen ihrer Kugelform und Rotation rechnerisch nur zu 1/4 (bspw.eines Tages oder Jahres) der vollen, senkrecht auftreffenden Sonnenstrahlung ausgesetzt ist.

## Strahlungshaushalt
Die auf die Atmosphäre der Erde auftreffende Sonnenstrahlung wird durch Treibhausgase (hier insbesondere Ozon) in der Stratosphäre, durch Wolkendecken und Luftsauerstoff (Rayleigh-Streuung) sowie den Boden (hier vor allem von Schnee und Wasser) zu 30 % (101,9 W/m²) unmittelbar in den Weltraum reflektiert, was einer Albedo von 0,30 entspricht. Die verbleibenden 239,4 W/m² werden auf verschiedene Arten absorbiert: rund 20 % von der Atmosphäre und 50 % von der Erdoberfläche, wo sie in Wärme umgewandelt werden. Diese Wärme wird entsprechend den Regeln der Wärmeleitung durch Wärmestrahlung und Konvektion wieder an die Lufthülle abgegeben. Würde diese Energie ungehindert in den Weltraum abgestrahlt, läge die mittlere Temperatur der Erdoberfläche rechnerisch bei −18 °C, während sie Schätzungen zufolge tatsächlich ca. +14,8 °C beträgt.
Die Differenz von 32,8 °C erklärt vor allem der Treibhauseffekt. Die sogenannten Treibhausgase in der Atmosphäre (vor allem Wasserdampf und Kohlendioxid) absorbieren die ausgehende langwellige Wärmestrahlung der Erde und reemittieren sie in alle Richtungen, auch in Richtung der Erdoberfläche. Dadurch gelangt nur ein Teil der von der Erdoberfläche abgestrahlten Strahlungsenergie unmittelbar zurück in den Weltraum, sodass die Rückstrahlung aus der Atmosphäre die Abkühlung der Erdoberfläche abschwächt.
Diese Zahlen gelten nur für die Erde als Ganzes. Lokal und regional hängen die Verhältnisse von zahlreichen Faktoren ab:
- von der Albedo der Erdoberfläche – (beispielsweise Schnee 40–90 %, Wüste 20–45 %, Wald 5–20 %)
- vom oben erwähnten Einfallswinkel der Sonnenstrahlen und der Dauer ihrer Einwirkung
- von Bewölkung und Luftfeuchtigkeit
- vom Wärmetransport durch Wind, von Luftschichtungen, Meeresströmungen usw.
- von der Nähe zum Wasser
- von Exposition und Höhe (negativer Temperaturgradient in Troposphäre)

Teilweise sind diese Faktoren modellierbar, doch gilt dies nicht für alle Faktoren, wie zum Beispiel Staueffekte an Gebirgen oder unregelmäßige Bewegung von Tiefdruckgebieten. Für gute Vorhersagen benötigt die Meteorologie außer enormer Rechenleistung auch ein weltweit dichtes Raster von Messwerten über alle Luftschichten, was in der Praxis an Grenzen stößt.